# Constantin Dalassène (duc d'Antioche)
Constantin Dalassène (en grec : Κωνσταντίνος Δαλασσηνός) est un important général et aristocrate byzantin de la première moitié du XIe siècle. C'est un général expérimenté et populaire, qui manque à deux reprises de s'emparer du trône impérial et de se marier à l'impératrice Zoé Porphyrogénète. Il est longtemps emprisonné sous Michel IV, qui craint un complot de sa part.

## Biographie
Constantin est probablement né vers 965-970. Il est le fils aîné du magistros Damien Dalassène qui détient le poste important de doux d'Antioche de 995/996 à sa mort lors de la bataille d'Apamée contre les Fatimides en 998. Aux côtés de ses frères Romain et Théophylacte, Constantin est présent lors de cette bataille et il fait probablement partie des deux fils de Romain capturés par les Fatimides selon Yahya d'Antioche, qui sont ensuite amenés au Caire avant d'être libéré en 1008 après le paiement d'une rançon,.
Constantin réapparaît dans les sources au printemps 1024 quand il devient doux d'Antioche avec le rang de patrice. Sa carrière entre 1008 et 1024 est inconnue mais il a probablement détenu plusieurs commandements militaires. À partir de 1025, il a les faveurs de l'empereur Constantin VIII qui, sur son lit de mort, l'aurait nommé comme son héritier en le mariant avec sa fille aîné Zoé. De ce fait, Constantin Dalassène quitte ses terres dans les Arméniaques mais avant d'avoir atteint Constantinople, la situation a changé. Les conseillers de l'empereur lui préfèrent un dirigeant faible qu'ils peuvent garder sous leur contrôle et persuadent Constantin VIII de choisir Romain III Argyre. Constantin Dalassène est alors contraint de revenir chez lui,. Sous Romain III, Dalassène sert dans la campagne infructueuse contre Alep en 1030. Les sources arabes et la chronique de Matthieu d'Édesse tiennent Dalassène et ses conspirations contre Romain comme responsables de l'échec de l'expédition,.
Au cours des règnes de Michel IV le Paphlagonien (de 1034 à 1041) et de Michel V (de 1041 à 1042), Constantin Dalassène émerge comme un des chefs de l'opposition aristocratique. Il jouit non seulement du soutien de puissantes familles d'Anatolie, notamment les Doukas (le futur Constantin X Doukas se marie avec une fille de Constantin Dalassène) mais aussi, selon Michel Psellos, de celui de la population de Constantinople et d'Antioche où il a servi.
L'accession d'un empereur aux origines modestes, en la personne de Michel IV, aurait particulièrement énervé Constantin Dalassène, qui dépeint le nouvel empereur comme « un homme vulgaire et sans le sou ». De ce fait, Jean l'Orphanotrophe, le frère et principal ministre de Michel IV, tente de neutraliser Constantin Dalassène. Il tente de le tromper en lui promettant des titres et des honneurs. Dans un premier temps, Dalassène refuse de quitter ses terres pour la capitale mais, après avoir reçu des garanties quant à sa sécurité, marquées par des promesses sur les reliques les plus sacrées de l'Empire, il accepte de se rendre à Constantinople,. Il est d'abord bien traité, recevant notamment des cadeaux mais,  l'été 1034, une révolte éclate à Antioche contre le gouverneur Nicétas, le frère de Michel IV. Ce soulèvement est provoqué par une lourde imposition mais Jean l'Orphanotrophe fait peser la responsabilité sur les Dalassènes, dont Constantin, ses frères, son beau-frère Constantin Doukas et d'autres nobles qui leur sont associés. Ils sont emprisonnés et exilés,,. 

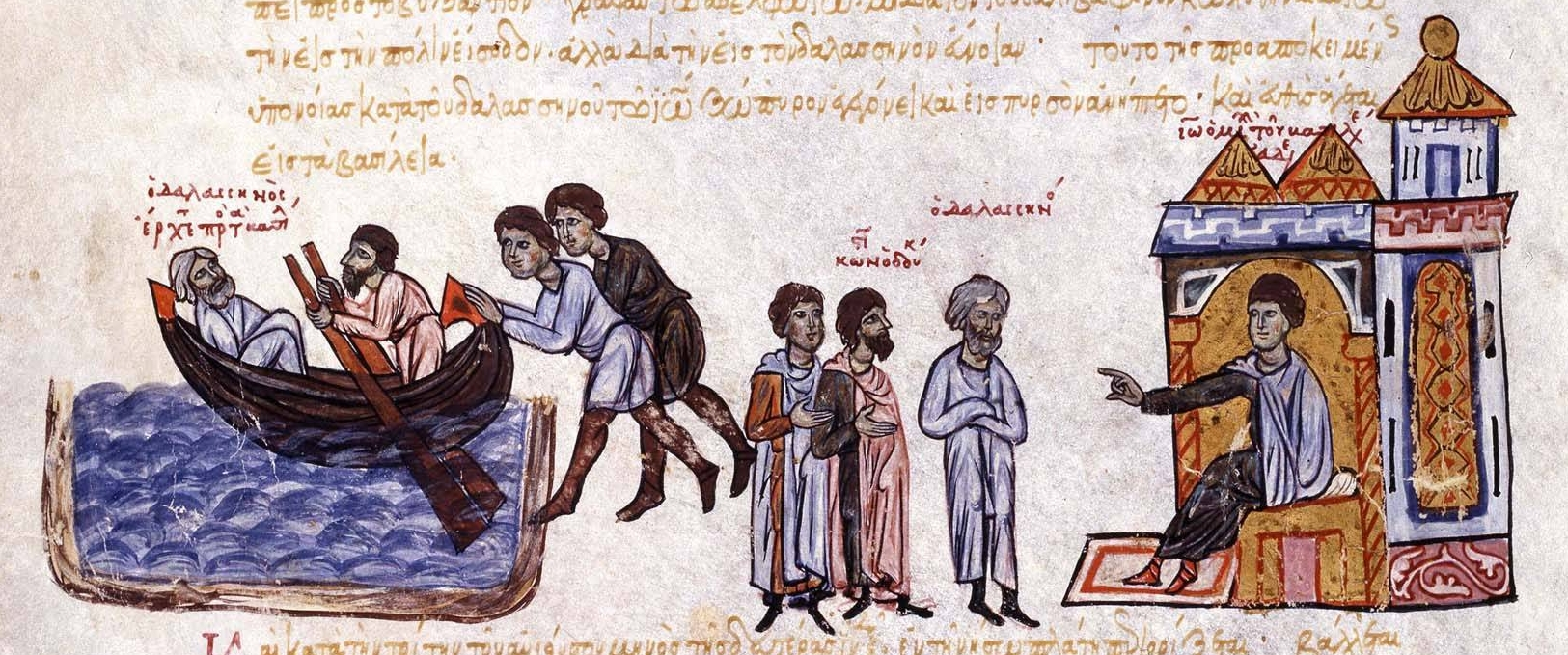
Jean l'Orphanotrophe envoie Constantin Dalassène en exil sur l'île de Piati.

Constantin est exilé sur une île de la mer de Marmara mais, plus tard, pour empêcher son évasion, il est transféré dans une des tours des murailles de Constantinople avec Constantin Doukas. Toutefois, son expertise militaire est toujours précieuse et Jean l'Orphanotrophe réfléchit à la possibilité de l'envoyer comme conseiller militaire auprès de son frère Constantin qui combat les Abasges, sans que cela ne se concrétise. Durant son emprisonnement, Zoé, qui n'a toujours pas eu d'enfants, aurait entretenu une relation secrète avec lui dans l'espoir de tomber enceinte. Vers 1041, Constantin est forcé de devenir moine. Les sources sont contradictoires à ce propos. Selon Michel Psellos, c'est Michel V qui l'y contraint au moment de son arrivée au pouvoir en décembre 1041 mais Michel Attaleiatès raconte que Michel V a libéré Dalassène de sa retraite.
Après la déposition de Michel V lors d'une révolte populaire en avril 1042, les filles de Constantin VIII, Zoé et Théodora sont les dirigeantes de facto de l'Empire. Du fait tant de la tradition que de son désir propre, Zoé décide de choisir un nouveau mari (le troisième) pour gouverner en tant qu'impératrice. Constantin Dalassène, qui a failli être son premier mari en 1028 est son premier choix. Il est reçu pour une audience devant l'impératrice mais durant celle-ci, ses principes austères et son caractère indépendant et énergique déplaisent à Zoé. Celle-ci lui préfère Constantin IX Monomaque, plus souple et manipulable. Par la suite, Constantin Dalassène disparaît des sources,.